# چاینا گاردن
چاینا گاردن (به لاتین: China Garden) یک منطقهٔ مسکونی در سری‌لانکا است که در استان جنوبی (سری‌لانکا) واقع شده‌است.